# Buseto Palizzolo
Buseto Palizzolo är en ort och kommun i kommunala konsortiet Trapani, innan 2015 provinsen Trapani, i regionen Sicilien i sydvästra Italien. Kommunen hade 2 928 invånare (2017).